# Kinnaur Kailash
Kinnaur Kailash o Kinner Kailash és una serralada del districte de Kinnaur a Himachal Pradesh amb una altura de 6.032 msnm. Es considera una muntanya sagrada a l'hinduisme i el budisme. La serralada es troba al sud del districte de Kinnaur i el Kinnaur Kilash és la segona major elevació amb 6.349 metres precedida del Jorkanden (6.473 metres). El pas de Charang La és a una altura de 5.300 metres.